# Alcyonidium nostoch
Alcyonidium nostoch is een mosdiertjessoort uit de familie van de Alcyonidiidae. De wetenschappelijke naam van de soort is, als Ulva nostoch, voor het eerst geldig gepubliceerd in 1807 door A.P. de Candolle.